# Tholymis
Genre
Tholymis  est un petit genre dans la famille des Libellulidae appartenant au sous-ordre des anisoptères dans l'ordre des odonates. Il comprend 2 espèces : Tholymis citrina et Tholymis tillarga. Ce genre se rencontre dans les régions tropicales  et est surtout actif au crépuscule .

## Espèces du genre[3]
- Tholymis citrina Hagen 1867
- Tholymis tillarga Fabricius 1798

## Galerie

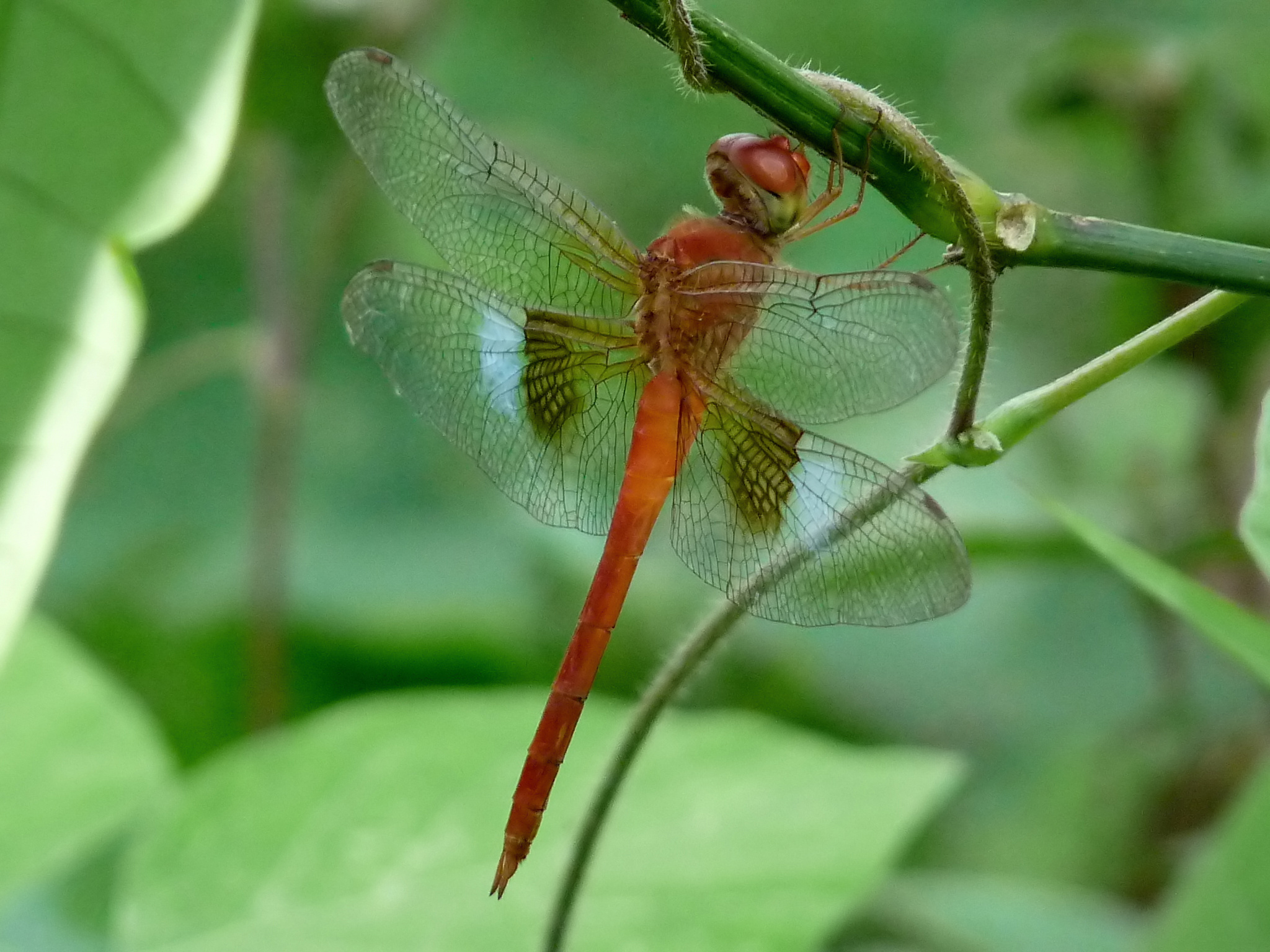
Tholymis tillarga mâle